# Melissa (filozófus)
Melissa (Kr. e. 3. század) püthagoreus filozófus volt. Neve a görög "melli" névből származik, ami mézet jelent. Melissa a Pitagoraszi Iskola egyik tagja volt.
Életéről semmit nem tudni. Egyetlen levél miatt ismert, amelyet egy másik nőnek írt. A levél egy Kr. e. 3. századbeli dialektusban íródott. A levél arról szólt, hogy egy feleségnek alázatosnak és erényesnek kell lennie, és engedelmeskednie kell a férjének. A tartalom miatt elkezdték találgatni, hogy a levelet egy férfi írta, álnéven. Azonban a levél szerzője nem mondta azt, hogy egy nő természetéből adódóan alsóbbrendű vagy gyenge, vagy hogy egy nőnek egy férfi uralmára lenne szüksége ahhoz, hogy erkölcsös legyen. Csak ez a másik nő állította ebben a levélben, hogy egy nőnek alázatosnak és erényesnek kell lennie, és ő hangsúlyozta, hogy engedelmeskednie kell a férjének.
Bár nem tudni biztosan, úgy gondolják, hogy Pitagorasz hallgatója volt, és írt egy görög nyelvű művet.